# Castries (Hérault)
Castries é uma comuna francesa na região administrativa de Occitânia, no departamento de Hérault. Estende-se por uma área de 24,05 km². Em 2010 a comuna tinha 6 352 habitantes (densidade: 264,1 hab./km²).